# Gessner-Gedenkstein

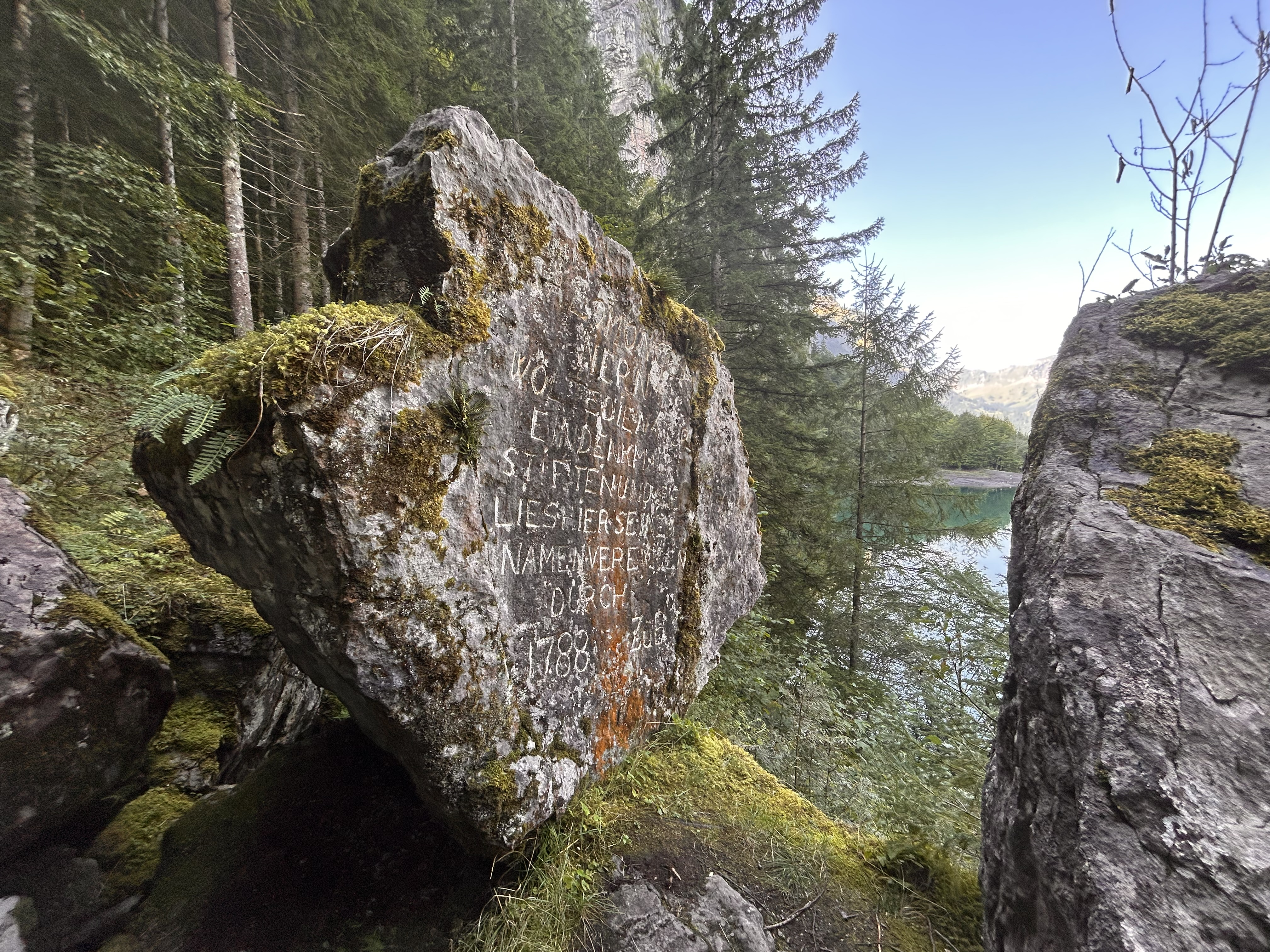
Der Gessner-Gedenkstein

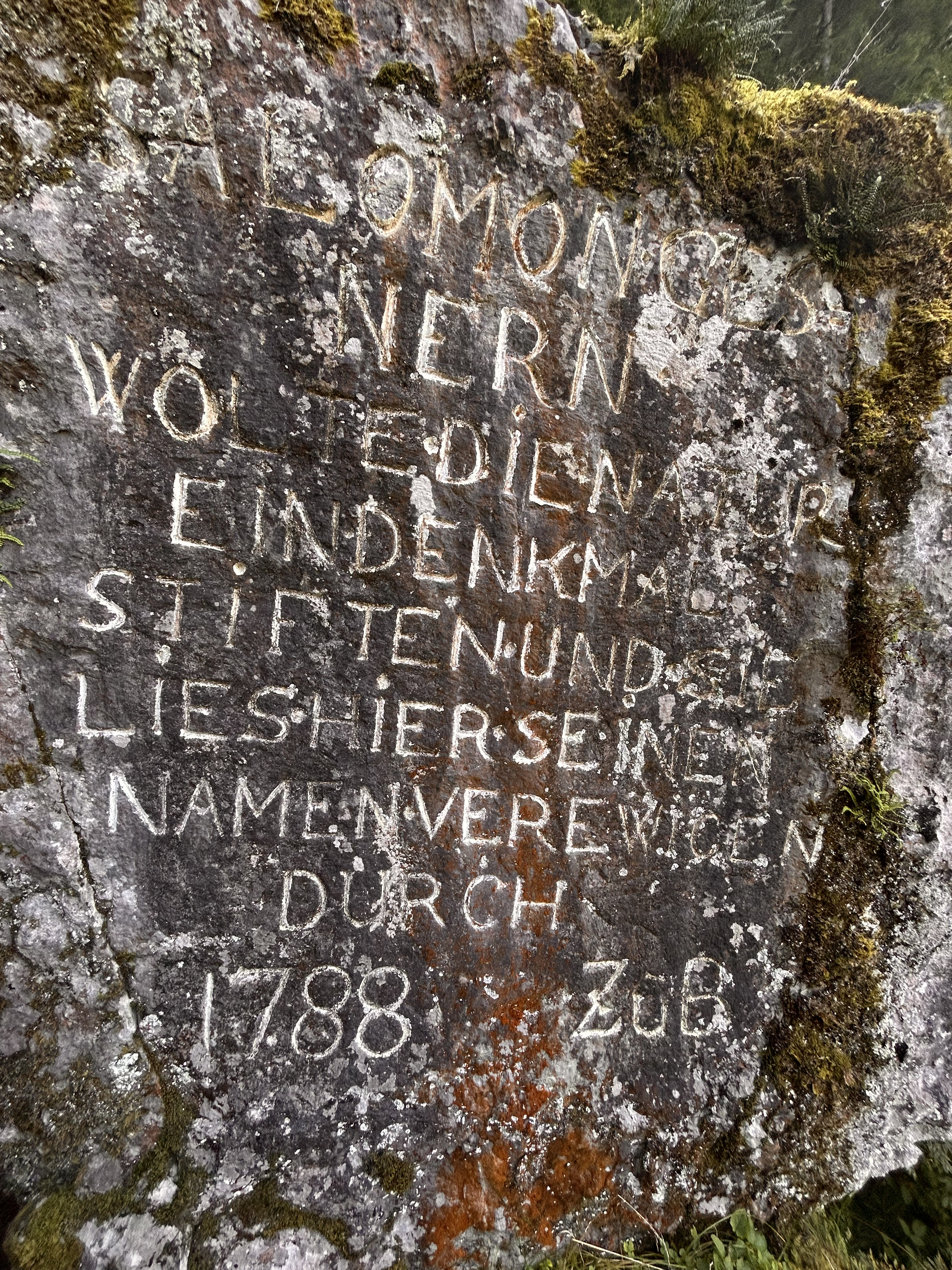
Inschrift

Der Gessner-Gedenkstein steht  am Klöntalersee im Kanton Glarus. Er erinnert an den Zürcher Dichter und Maler Salomon Gessner.

## Lage
Die Steingruppe mit dem Gedenkstein steht am Südufer des Klöntalersees im «Tiefen Winkel» wenige Meter oberhalb des Wanderweges. Sie ist von Klöntal-Rhotannenberg aus in etwa zwanzig Minuten zu Fuss gut erreichbar. Bei der Abzweigung vom Wanderweg steht ein Wegweiser mit einer kleinen Infotafel.

## Beschreibung
Die Gruppe besteht aus drei Felsbrocken. Der grösste dient als Sockelplatte, seewärts steht ein kleinerer pyramidenförmiger Stein. In den bergseits stehenden, annähernd drei Meter hohen viereckigen Stein mit einer glatten Wand Richtung See meisselte der Glarner Steinmetz Heinrich Simmel die Widmung:
SALOMON GES(S)

NERN

WOLTE DIE NATUR

EIN DENKMAHL

STIFTEN UND SIE

LIES HIER SEINEN

NAMEN VEREWIGEN

DURCH

1788  ZuB
Die Buchstaben ZuB beziehen sich auf die Namen der Erbauer Zwicky und Büeler.

## Geschichte
Die Idee für die Gedenkstätte stammte vom Glarner Säckelmeister Johann Peter Zwicky (1762–1820), und vom Rapperswiler Politiker Franz Joseph Büeler (1751–1791). Die beiden Männer wählten als Denkmal eine Steingruppe im unwegsamen steilen Südufer des Klöntalersees. Die Gedenkstelle wurde vom 6. bis 10. September 1788 eingerichtet. Büeler schrieb später: «Wir sahen einander an, konnten nicht reden; denn jeder hatte Tränen in den Augen; wir fielen einander um den Hals und küssten uns.» Gessner selbst war nie im Klöntal, Büeler erstmals 1787.

## Rezeption
Der Berner Forstwissenschaftler Karl Albrecht Kasthofer schrieb 1825:
«Am Fusse des Glärnischberges steht ein Denkmal, das dem Andenken unsers Gessners von einigen seiner Verehrer errichtet worden, und in der That wohl nirgendwo im Alpengebirg in so romantischer Umgebung der Natur hätte errichtet werden können. Nur schade, dass das Denkmal von keinen Wohnungen zufrieden und einfach lebender Hirten umgeben ist! Einsam, verlassen und unbegriffen steht es hier, und erinnert unwillkürlich an die Stimme des Weisen in der Wüste. Die Hirtensöhne von Glarus und von Schwyz, und die Jünglinge aus den schweizerischen Städten kennen den Dichter der Natur und einfacher Sitte nicht, und die ihn kennen, lesen seine Gemälde auf seidenen Polstern. Gessners verlorenes Paradies, wenn sie auch es suchten, werden sie weder in Paris noch in Madrid wieder finden.»
Der Gedenkstein wurde im Allgemeinen wohlwollend aufgenommen, stiess aber auch auf Kritik. Vom Glarner Arzt Johannes Marti stammt der Spruch: Duo rudes, rudi saxo, rude monumentum posuere (Zwei Rüpel haben aus rohem Stein ein grobes Denkmal errichtet) – eine Aussage, die der Naturforscher Oswald Heer als «nicht unpassend» bezeichnete. Ein Reisender aus Potsdam meinte, was dem Gessner-Denkmal an Bedeutung fehle, ersetze das Klöntal selbst tausendfach. Auch kam die Vermutung auf, der Gedenkstein diene eher der Verewigung seiner Erbauer denn als Lob zu Ehren Gessners.

## Folgen
Franz Joseph Büeler veröffentlichte die Geschichte des Denkmals im Januar 1789. Dadurch erhielt das Klöntal mit einem Schlag grosse Popularität, ein eigentlicher Kunsttourismus setzte ein.
Es erschienen mehrere künstlerische Darstellungen. Am bekanntesten sind die Abbildungen des Malers Johann Heinrich Bleuler. Am 30. Oktober 1788 war laut Zürcher Donnerstags-Blatt Nr. 44 seine kolorierte Umrissradierung vom «Monument de Sal. Gessner dans le Clönthal pres de Glarus» bereits erhältlich.
Knapp drei Monate später benutzte der Lindauer Stecher Johann Konrad Mayr Bleulers Radierung mit geringen Änderungen für eine Illustration in Büelers Broschüre, die in Bregenz erschien. Im Februar 1790 veröffentlichte Bleuler ein weiteres Klöntaler Einzelblatt mit überhöhter Pyramide nach einer Vorlage, die 1788 der Zürcher Maler Ludwig Hess für ihn angefertigt hatte.

## Darstellungen von Johann Heinrich Bleuler

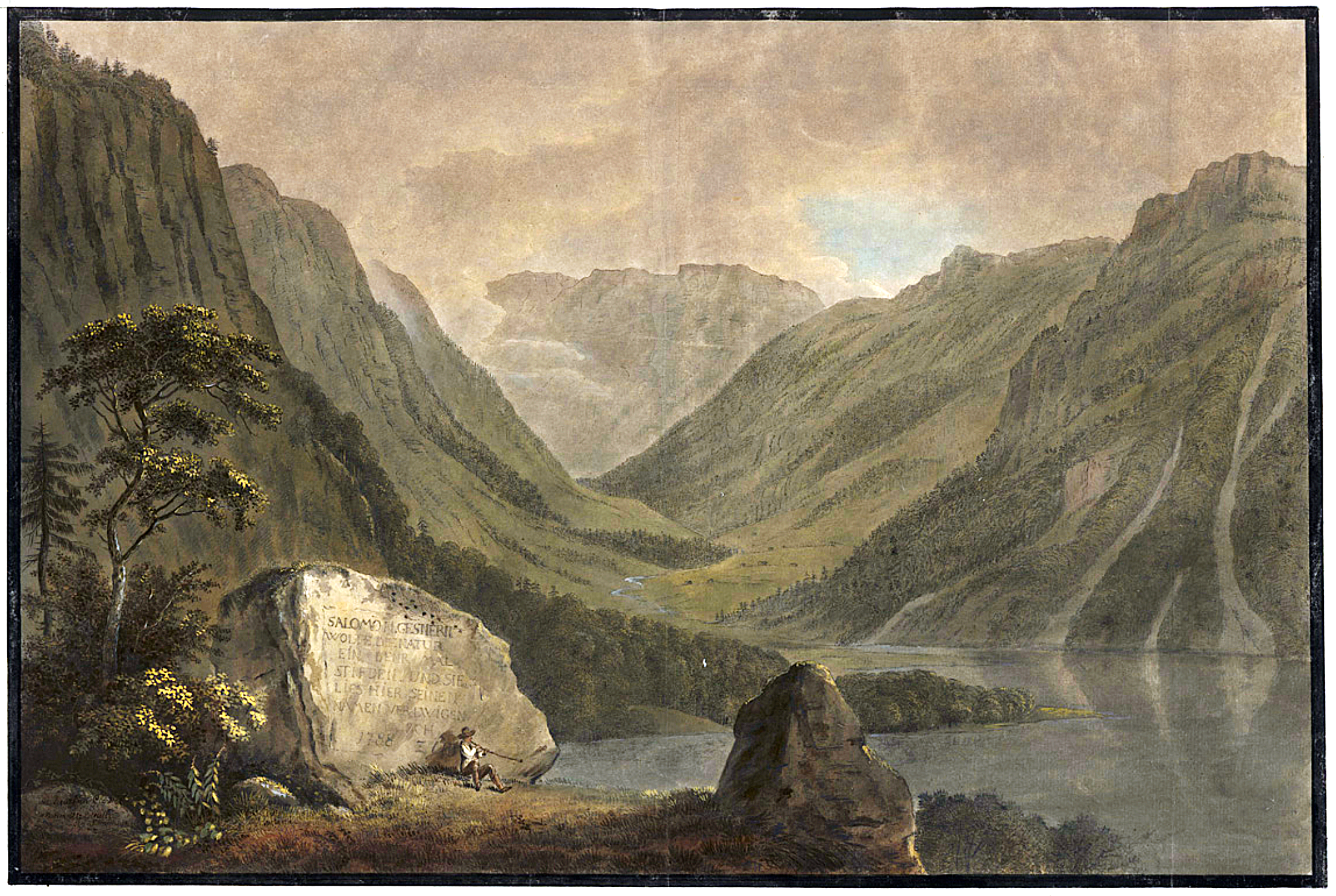
1788: Die erste Abbildung
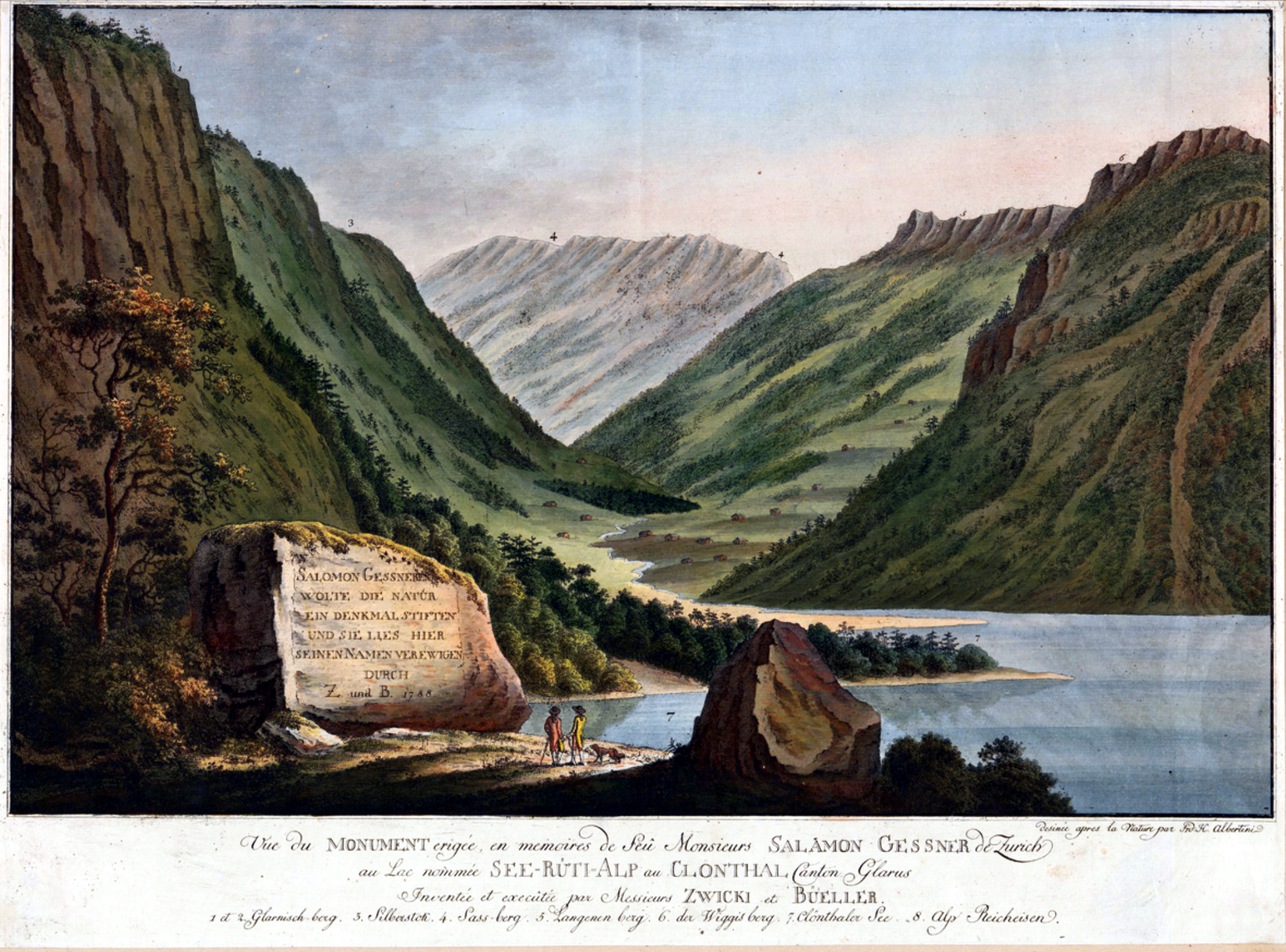
1789: Stich von Johann Konrad Mayr nach Bleulers Vorlage
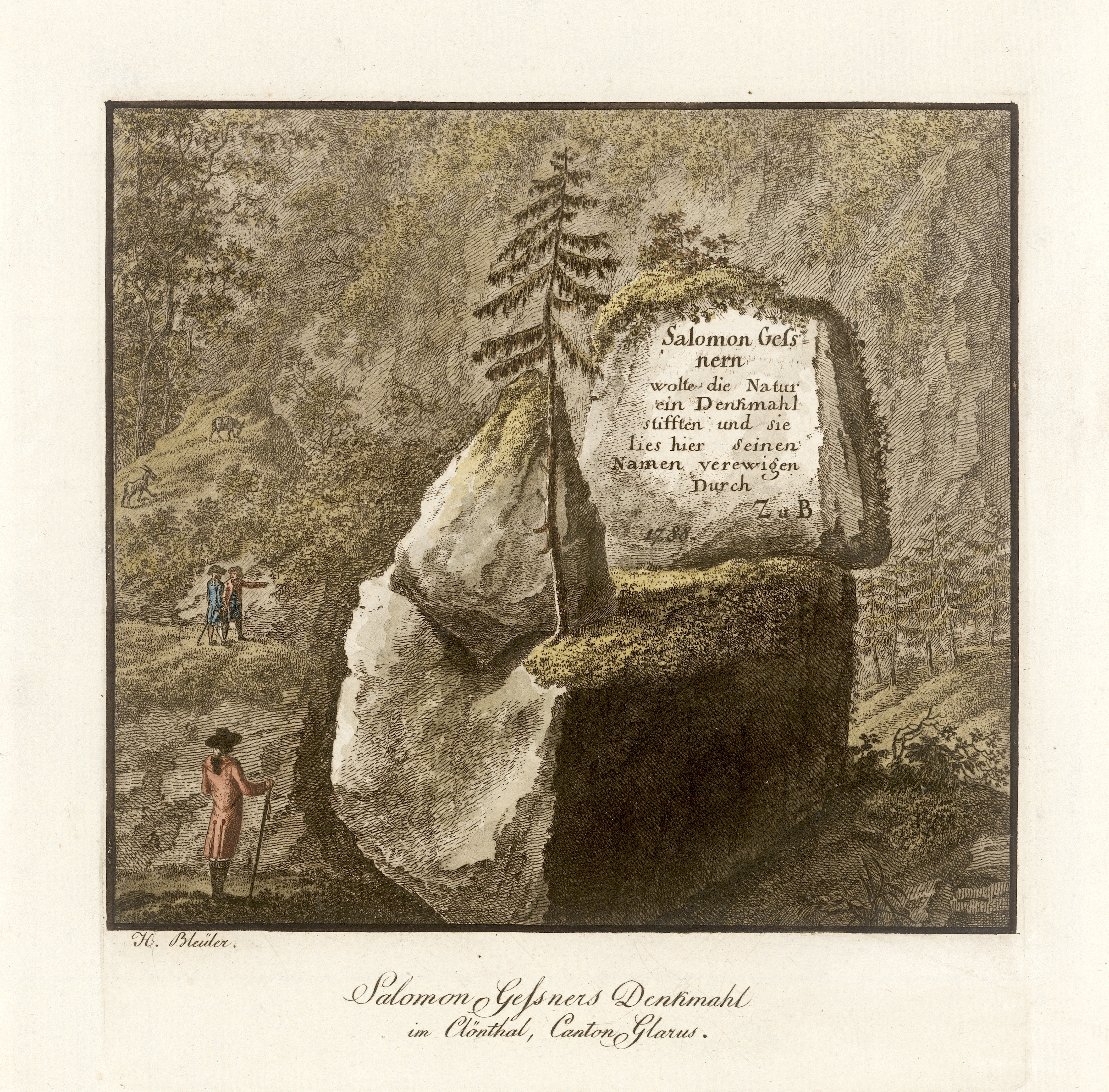
1790: Darstellung nach einer Vorlage von Ludwig Hess